# جوزفين حداد
جوزفين حداد وهي تعتبر أول امرأة عراقية قادت طائرة في العراق، واسمها الكامل جوزفين سمعان إبراهيم حداد، ولقد منحت إجازة قيادة طائرة لاوستر من جمعية الطيران العراقية برقم 53 في 22 ديسمبر/كانون الأول 1949م، وكانت هذه الطائرة من الطائرات التي تملكها (جمعية الطيران العراقية)، ومنحت الإجازة بعد 73 ساعة طيران وكانت جوزفين مولعة بالطائرات مع إن والدها عارض هذا الأمر بشدة ولكنها أصرت على التدريب، وكانت تمارس هذه الهواية في سماء بغداد حيث تقوم بالمسح الجوي واصطحاب المواطنين الراغبين في نزهة جوية فوق مدينة بغداد.